# Yeghishe Vardapet
Yeghishe Vardapet (armenisch Եղիշե / Jeghische [jɛʀiˈʃɛ], Eliseus, alternativ geschrieben Yeghisheh, Yeghishé, Eghishe, Egishe, Elishe, oder Ełišē; * 410; † 475) war ein armenischer Geschichtsschreiber. Er war der Autor eines Werkes, das die erfolgreiche Rebellion der christlichen Armenier im 5. Jahrhundert gegen die Herrschaft der sassanidischen Perser schildert. Im Zentrum seiner Geschichte steht die Schlacht von Avarayr 451 n. Chr.

## Leben
Den antiken und mittelalterlichen Quellen zufolge, die heutigen Historikern vorliegen, war Yeghishe einer der jüngeren Schüler des Sahak Partev und des Mesrop, des Erfinders des Armenischen Alphabets. Im Jahr 434 n. Chr. wurde er zusammen mit einigen anderen Schülern nach Alexandria geschickt um Griechisch, Syrisch und die schönen Künste zu erlernen.
Er kehrte 441 nach Armenien zurück und schlug die Militärlaufbahn als Soldat oder Sekretär des Sparapet Wardan Mamikonjan. Er beteiligte sich am Kampf für religiöse Unabhängigkeit (449–451) gegen den persischen König Yazdegerd II.
Nach der Niederlage der Perser in der Schlacht von Avarayr zog er sich aus dem Militärdienst zurück, wurde Einsiedler und lebte in den Bergen südlich des Vansees (Rshtunik'). In den Jahren 464–465 wurde er von einem Priester namens David Mamikonjan gebeten, über seine Erlebnisse vor und während der Schlacht von Avarayr zu schreiben. Nach seinem Tod wurden seine Gebeine in das Surb Astvatsatsin-Kloster überführt, gelegen am Ufer des Vansees. Alle antiken Autoritäten der Geschichtsschreibung sprechen von Yeghishe als einem Wardapet.
Beginnend mit Babgen Kulaserian im Jahr 1909 und Vater Nerses Akinian, einem Mitglied der Kongregation der Mechitaristen, wurde in den 1930ern die Datierung von Yeghishes Werk revidiert und ein bis zwei Jahrhunderte später angesiedelt. Ein Argument der Mechitaristen war auf die Annahme gestützt, dass die armenische Übersetzung der Werke Philons von Alexandria, die Yeghishe benutzt, nicht vor ca. dem Jahr 600 n. Chr. publiziert wurde. Allerdings wurde die Übersetzung schon während der frühen "Hellenisierungs-Phase" während des Goldenen Zeitalters der Armenischen Literatur angefertigt. Weder die Datierung der Hellenisierungs-Phase noch das Vorhandensein hellenisierender Vokabeln hängen notwendigerweise mit der Datierung von Yeghishe zusammen. Zusätzlich gibt es keine wörtlichen Parallelen zwischen beiden Autoren, da Yeghishe Philos Werke direkt aus der griechischen Originalsprache übersetzte.
Ein weiteres Argument zur Unterstützung einer späteren Datierung war, aufgrund der vielen Parallelen, die Annahme, dass Yeghishes Geschichte des Vardan schlicht eine Adaption des Werkes Geschichte Armeniens von Ghazar Parpetsi, einem armenischen Historiker des 5. Jahrhunderts, gewesen sei. Aber während Ghazar leidenschaftslos und analytisch die Geschichte Armeniens vom späten 4. Jahrhundert bis in seine Zeit wiedergibt, ist die Schlacht von Avarayr nur zu einer Episode von vielen. Yeghishes Ziel andererseits war es, den "himmlischen Mut" der Armenier mit seinem Werk unsterblich zu machen und "den Freunden Trost, den Hoffenden Hoffnung und den Tapferen Mut zu spenden." In scharfen Kontrast zu Ghazar kann Yeghishe die jeweiligen Namen der Festungen angeben und beweist militärische Kenntnisse bezüglich der Taktiken, die die Armenier und Perser während der Schlacht benutzten, was eine größere Nähe zum Geschehen andeutet. Sein Wissen in Hinblick auf die Traditionen des Zoroastrismus und der zurvanitischen Lehre ist um einiges detaillierter als bei Ghazar. Yeghishes Nichterwähnung des Konzils von Chalcedon, dessen theologische Erklärungen zum schweren Bruch zwischen den Griechisch-Orthodoxen und der Armenisch-Apostolischen Kirche nach dem Konzil von Dvin im Jahr 506 führte, hat zusätzlich beigetragen, dass die spätere Datierung von Yeghishes Werk von vielen Wissenschaftlern verworfen wurde.

## Werke
Yeghishes bekanntestes Werk ist die „Geschichte von Vardan und des Armenischen Krieges [geschrieben] auf Wunsch des David Mamikonian“, das von ihm ein Hishatakaran (Յիշատակարան, eine „Sammlung“) genannt wurde. Darin gibt er den Kampf der Armenier im Verbund mit den Iberern und den Albanern gegen die Perser (449–451) für den ihnen gemeinsamen Glauben wieder. Beide Seiten sahen Religion als ein Merkmal nationaler Identität an; die Armenier kämpften, um das Christentum behalten zu können, während die Perser für eine Wiedereinführung des Zoroastrismus eintraten. Yeghishe schrieb das Werk „Zur Vergebung seiner Sünden, auf das jeder sie hört und weiß, dass er Flüche über ihm sprechen soll und nicht Wohlklang gemäß seinen Taten.“ Das Werk gilt als Meisterwerk der klassischen armenischen Literatur und ist fast vollkommen frei von griechischen Wörtern und Ausdrücken.
Es existiert eine Reihe weiterer Werke von Eliseus. Es gibt eine „Ermahnung an die Mönche“; „Über die Verklärung“ und eine „Predigt zur Passion des Herren“.  Das Werk „Fragen und Antworten zur Genesis“ ist wahrscheinlich nicht authentisch.

## Editionen
Die Originaltexte der Werke von Yeghishe existieren, wie die aller anderen Werke dieses Zeitraums, nicht mehr alle zurzeit existierenden armenischen Manuskripte datieren auf das 10. Jahrhundert oder später. Die älteste überlebende Abschrift seiner Geschichte des Vardan datiert auf 1174.
Eine hervorragende Edition seiner Werke wurden in Venedig im Jahr 1826 durch die Mechitaristen von San Lazzaro publiziert. Eines der Manuskripte, auf das sich die Publikation stützt, soll eine originalgetreue Kopie eines Textes aus dem Jahr 616 n. Chr. sein. Der Text dieser Edition wurde schrittweise in späteren Editionen verbessert (1828, 1838, 1859 und 1864). Andere gute Editionen sind die von Feodossija auf der Krim (Ukraine) von 1861, und die von Jerusalem von 1865. Yeghishe ist auch Autor eines Kommentars zu Joshua und dem Buch der Richter, eine Erklärung des Vater Unser, ein Brief an die armenischen Mönche etc. Alle sind in der venezianischen Edition der Geschichte des Vartan zu finden. Eine wegweisende Studie und kritische Neuausgabe des Textes wurde vom Philologen Yervand Ter-Minassian im Jahr 1957 herausgegeben.